# Barilius nelsoni
Barilius nelsoni är en fiskart som beskrevs av Barman, 1988. Barilius nelsoni ingår i släktet Barilius och familjen karpfiskar. Inga underarter finns listade.